# Ferrovia Budapest-Hatvan
La ferrovia Budapest–Hatvan (in ungherese Budapest–Hatvan-vasútvonal), ufficialmente classificata come 80a, è una linea ferroviaria ungherese che unisce la capitale Budapest con la cittadina di Hatvan. 

## Storia
La ferrovia fu costruita come parte della linea Pest-Salgótarján. Durante i lavori di costruzione però la compagnia privata che aveva in concessione la linea fallì. Per completare l'opera le ferrovie dello stato ungheresi si presero così in gestione l'infrastruttura e la aprirono al traffico nel 1867. La linea divenne così la prima ferrovia gestita direttamente dallo stato ungherese.